# Echidnophaga cornuta
Echidnophaga cornuta är en loppart som beskrevs av Wagner 1936. Echidnophaga cornuta ingår i släktet Echidnophaga och familjen husloppor. Inga underarter finns listade i Catalogue of Life.